# 1029 Ла Плата
1029 Ла Плата (1029 La Plata) — астероїд головного поясу, відкритий 28 квітня 1924 року.
Тіссеранів параметр щодо Юпітера — 3,289.